# Маркиза де Помпадур
Жанна-Антуанетта Пуассон (фр. Jeanne-Antoinette Poisson; 29 декабря 1721 — 15 апреля 1764), более известная как маркиза де Помпаду́р (фр. marquise de Pompadour) — фрейлина, хозяйка литературного салона, официальная фаворитка (с 1745) французского короля Людовика XV, которая на протяжении двадцати лет имела огромное влияние на государственные дела, покровительствовала наукам и искусствам.

## Детство

Герб семьи Помпадур

Происходила из семьи финансистов, фактически из третьего сословия. Её отец, Франсуа Пуассон (1684—1754), спекулировал на чёрном рынке, но в 1725 году разорился и бежал из Франции, оставив жену и детей на попечение синдика Ленормана де Турнема. Благодаря этому человеку девочка получила образование, подобающее жене аристократа: она знала музыку, рисовала, пела, играла на сцене, декламировала.
Приёмный отец выбрал ей в мужья собственного племянника и наследника, Шарля Гийома д’Этиоля (1717—1799), владельца имения Этиоль неподалёку от Парижа. Венчание состоялось в 1741 году в парижской церкви Святого Евстафия. В 1741 году у них родился сын Шарль Гийом Луи д’Этиоль (1741—1742), который умер во младенчестве. Три года спустя у супругов родилась девочка Александрина Ленорман д’Этиоль (1744—1754). Все последующие роды заканчивались для Жанны-Антуанетты неудачно.

## Знакомство с королём
Красота и живой ум молодой мадам д’Этиоль сделали её известной в столичном обществе, с ней искал знакомства сам Вольтер. Очень мало интересуясь своим мужем, она весело проводила время в обществе блестящей молодёжи. Её держал на примете банкир Жозеф Пари, старый знакомый её отца. Подыскивая способ возвыситься после смерти кардинала Флёри, он смог представить молодую женщину королю Людовику XV, который незадолго до этого потерял свою фаворитку герцогиню де Шатору.

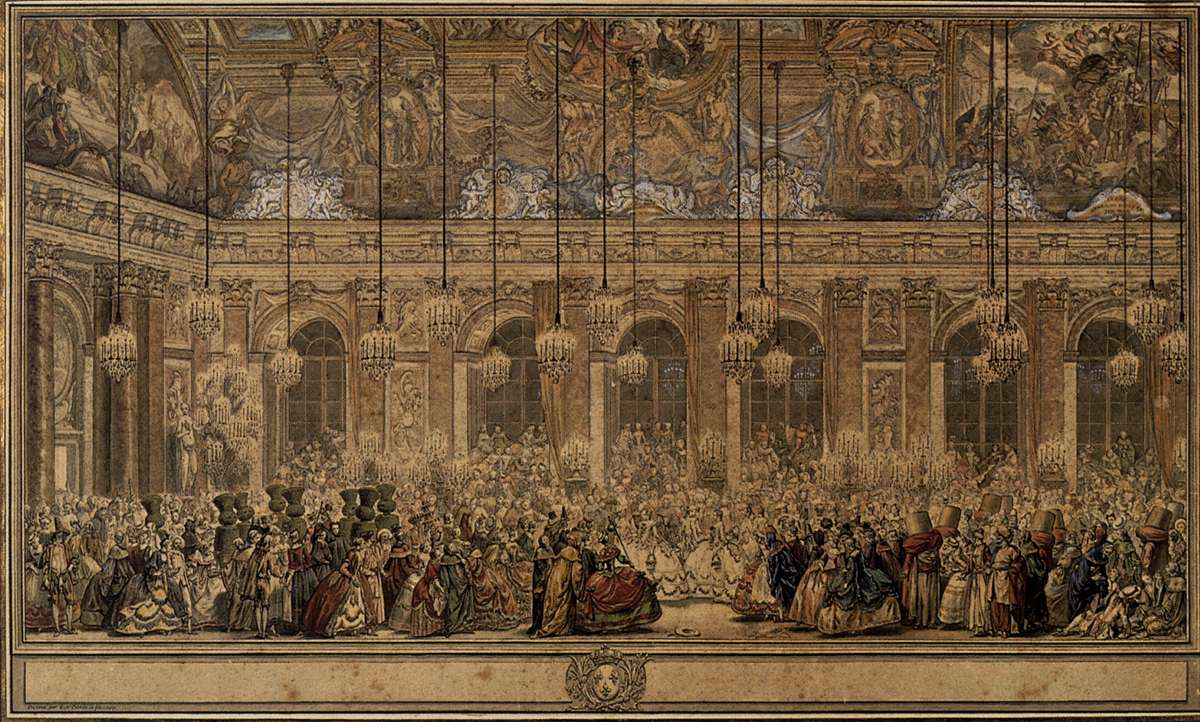
Бал тисовых деревьев

В ночь с 25 на 26 февраля 1745 года в Зеркальной галерее был дан тисовый бал по случаю бракосочетания дофина. Придворные надели костюмы тисовых деревьев, сам король явился в маске, Жанна-Антуанетта прибыла в костюме богини охоты. Уже тогда обратили внимание, что король не желает общаться ни с кем, кроме прекрасной незнакомки. Через три дня они вновь встретились на балу в столичной ратуше.
Вскоре мадам д’Этиоль заняла вакантное место официальной фаворитки. В Версале в её распоряжение были предоставлены несколько комнат, расположенных прямо над королевскими покоями и соединённых с ними потайной лестницей. В июле король подарил ей усадьбу Помпадур в области Лимузен вместе с титулом маркизы. После получения доходной синекуры муж дал ей развод.
Через год король преподнёс своей подруге участок Версальского парка площадью в 6 гектар, где был возведён скромный «эрмитаж». Ещё через 2 года маркиза приобрела неподалёку усадебный дом Ла-Сель. К её услугам был целый штат фрейлин. По отношению к королеве Марии Лещинской она вела себя подчёркнуто уважительно. Королева была на 7 лет старше супруга, глубоко религиозна и после рождения 10-го ребёнка заявила любвеобильному Людовику, что больше не намерена делить с ним ложе.

## Положение при дворе

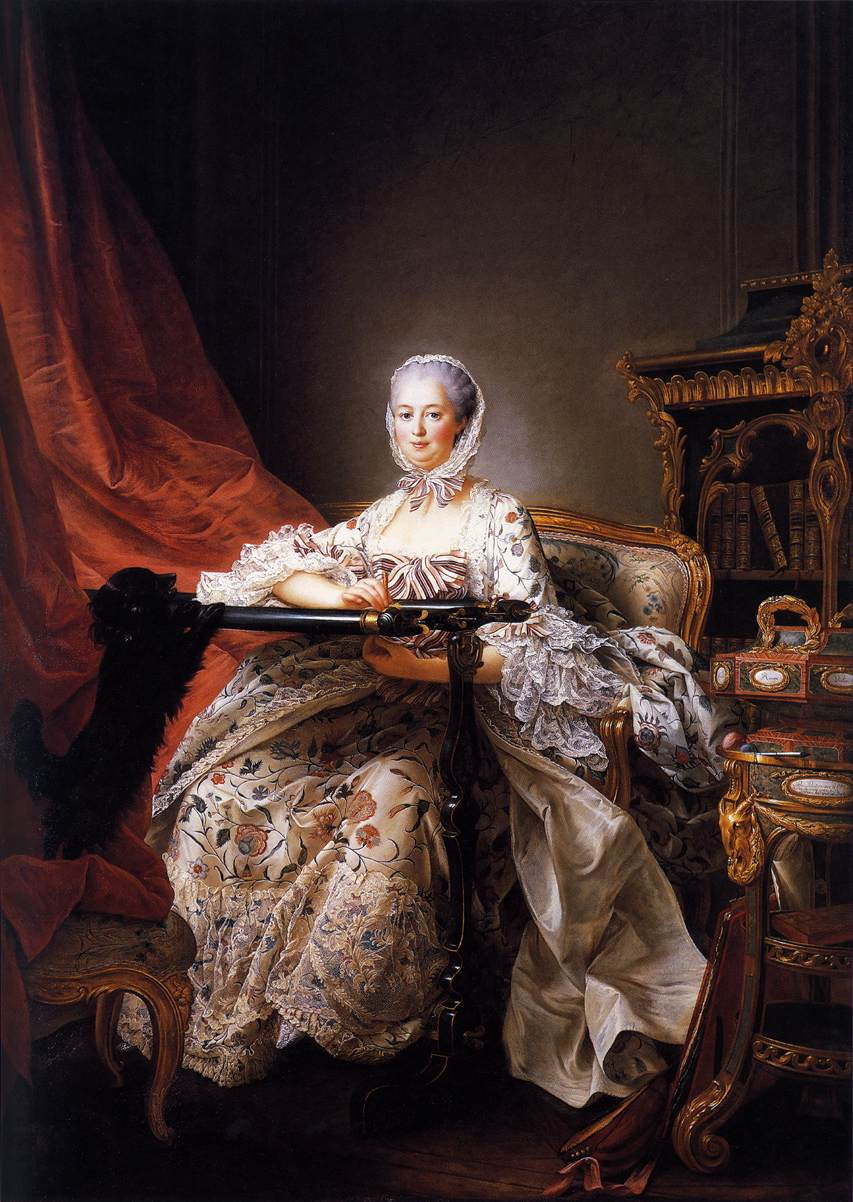
Мадам Помпадур за вышивкой. Один из последних прижизненных портретов.

Историки XIX века, отказывавшие в талантах Бурбонам предреволюционных десятилетий, описывали Людовика как развратного, ленивого и никчёмного правителя, вместо которого страной правила энергичная мадам Помпадур. Около 1750 года маркиза по совету медиков перестала проводить ночи в спальне короля. С тех пор их связь носила платонический характер (подобно отношениям престарелого Людовика XIV с маркизой де Ментенон). Она переехала из чердачных апартаментов в более просторные и заняла в столице роскошный отель д’Эврё. За продвижением по службе по-прежнему приходилось обращаться к ней лично. Маркиза ведала всеми придворными приёмами и увеселениями, лично подбирала для короля юных любовниц, для встреч с которыми был выделен так называемый Олений парк.
Увеселения, постройки, наряды Помпадур стоили достаточно дорого. За двадцать лет при дворе она истратила на свои туалеты 350 035 ливров, ей принадлежало свыше трёхсот ювелирных изделий, в том числе бриллиантовое колье стоимостью 9359 франков. Она обожала шампанское и регулярно заказывала себе суп из трюфелей и сельдерея, вымоченного в ароматизированном шоколаде. Её именем называли высокую причёску с валиком, обстановку в квартирах (стиль «à la Reine»), постройки, костюмы. Она задавала всей Европе моду своим умением выглядеть роскошно и вместе с тем как бы непринуждённо.

## Участие в государственных делах
Внешняя политика Франции в середине XVIII века привела к ухудшению её положения на международной арене, однако винить в этом следует не столько Маркизу, сколько отсутствие государственных талантов у высшей аристократии. Маркиза удалила кардинала Берни из министерства иностранных дел, назначив вместо него своего любимца, герцога Шуазеля, а тот склонил короля к союзу с Австрией, что означало пересмотр вековых принципов европейской внешней политики.

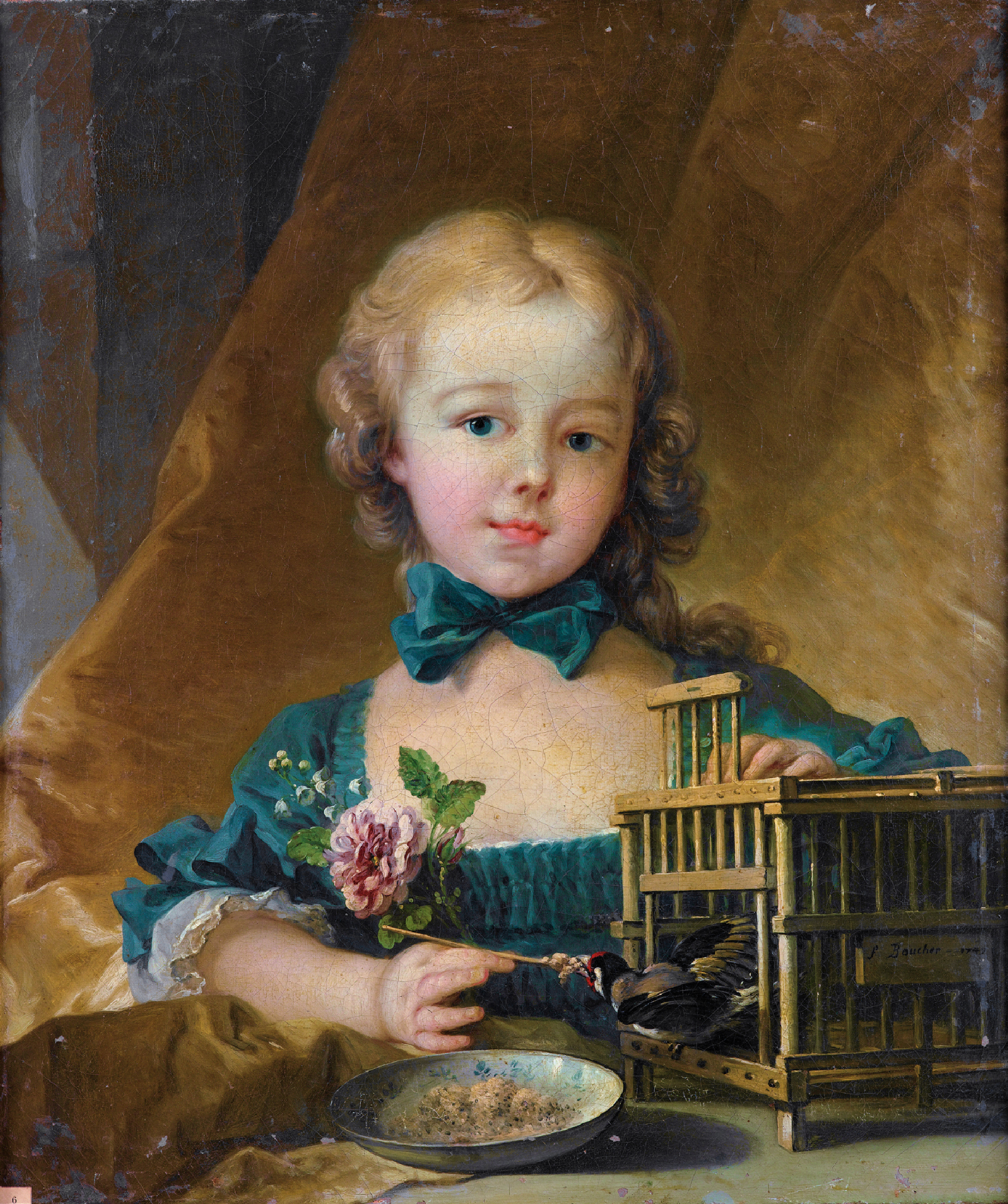
Дочь мадам де Помпадур, играющая с щеглом.

Разгоревшаяся вскоре затем Семилетняя война складывалась для Франции неудачно, причём общественное мнение винило в этом не прогнившее общественное устройство, а маркизу де Помпадур. Известно, что она выдвинула в командующие герцога Ришельё, несмотря на его дурную репутацию. Известия о поражениях на полях сражений усиливали её меланхолию. Вскоре по окончании войны она умерла, предположительно от рака лёгкого. Одним из последних её деяний был пересмотр дела Жана Каласа, на котором настаивал Вольтер.
По отзывам современников, Людовик со временем настолько отдалился от Жанны-Антуанетты, что принял известие о смерти «драгоценной подруги» вполне равнодушно. Ей было всего 42 года. Прощание с маркизой состоялась в её версальском особняке. Её похоронили рядом с матерью и дочкой в склепе монастыря капуцинок, который находился на месте Вандомской площади.

## Покровительство искусствам

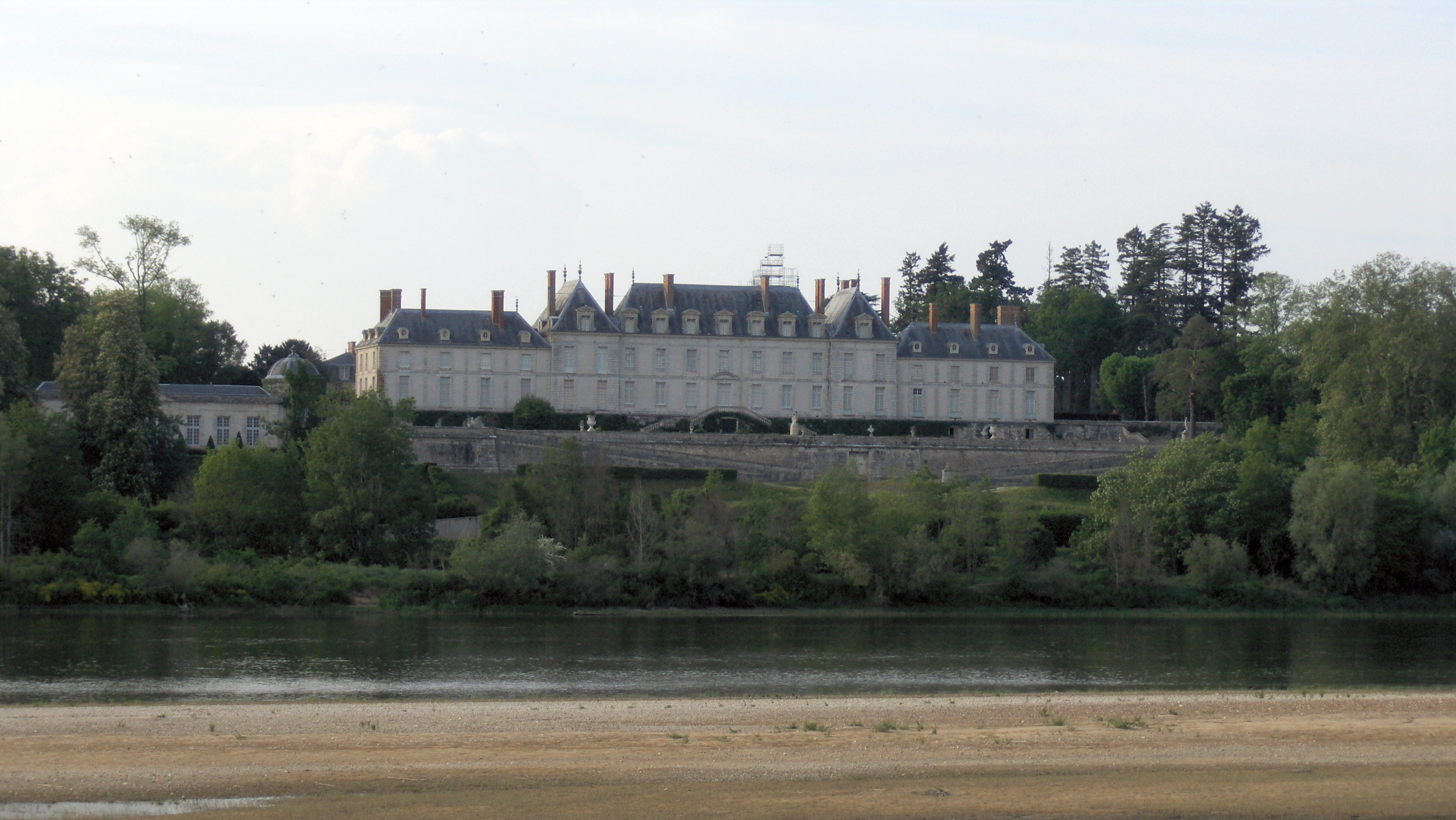
Загородный дом маркизы де Помпадур в Менаре.

Любимым стилем мадам де Помпадур был рококо. Она покровительствовала Франсуа Буше и другим представителям этого направления — живописцам, скульпторам, краснодеревщикам. Её брат маркиз де Мариньи ведал всеми строительными работами, которые велись за казённый счёт. Под его руководством созданы ансамбли площади Людовика XV и военной школы на Марсовом поле, Малый Трианон, новое крыло резиденции в Фонтенбло, перестроен почти весь Компьенский дворец. Маркиза и сама вела большие строительные работы в различных имениях и усадьбах, включая дворец Бельвю.
Король Людовик был равнодушен к литературе, но сама маркиза знала в ней толк. В её ближний круг входили писатели Дюкло и Мармонтель. Старого Кребийона она спасла от нищеты, предоставив ему должность библиотекаря. Она заступалась за энциклопедистов и за «Энциклопедию».
Вольтер искренне восхищался ею, хотя в то же время и подсмеивался над её мещанскими манерами.

## В кино
- «Вернёмся на Елисейские поля[фр.]» (Франция, 1938), в роли маркизы — Жанна Буатель[фр.]
- «Фанфан-тюльпан» (Fanfan La Tulipe) — фильм реж. Кристиана-Жака (Франция, 1952), в роли маркизы — Женевьев Паж.
- «Тайны Версаля» (Si Versailles m'était conté…) — фильм реж. Саша Гитри (Франция, 1953), в роли маркизы — Мишлин Прель.
- «Дьявол во плоти» (Ce diable d’homme) — телесериал реж. Марселя Камю (Франция, 1978), в роли маркизы — Женевьев Град.
- «Фанфан-тюльпан» — ремейк реж. Жерара Кравчика (Франция, 2003), в роли маркизы — Элен де Фужроль.
- «Новая Франция» (Nouvelle-France) — телефильм реж. Жана Бодена (Канада-Франция, 2004), в роли маркизы — Мики Себастьян.
- «Жанна Пуассон, маркиза де Помпадур» (Jeanne Poisson, Marquise de Pompadour) — телефильм реж. Робина Дэвиса (Франция, 2006), в главной роли — Элен де Фужроль.
- «Девушка в камине» (The Girl in the Fireplace) — эпизод телесериала «Доктор Кто» (Великобритания, 2006), реж. Эйрос Лин, в роли маркизы — София Майлс.
- «Людовик XV: Чёрное солнце» (Louis XV, le soleil noir) — телефильм реж. Тьерри Бинисти (Франция, 2009), в роли маркизы — Romane Portail.